# Twicetagram
Twicetagram là album phòng thu đầu tiên của nhóm nhạc nữ Hàn Quốc Twice. Album được phát hành trực tuyến trên các trang âm nhạc và các cửa hàng vào ngày 30 tháng 10 năm 2017 bởi JYP Entertainment và được phân phối bởi Genie Music. Twicetagram cùng tên tài khoản Instagram chính thức của Twice mà nhóm đã lập vào tháng 7 năm 2015.
Ca khúc chủ đề "Likey" được sáng tác bởi Black Eyed Pilseung và Jeon Gun. Đây lần thứ tư nhóm hợp tác với Black Eyed Pilseung. Một số người sáng tác và viết lời đã tham gia vào album này bao gồm các thành viên Hàn Quốc của Twice và cựu thành viên của Wonder Girls, Hyerim, người đồng sáng tác ca khúc thứ tám mang tên "Look at Me".
Phiên bản tái phát hành của Twicetagram mang tên Merry & Happy được phát hành vào ngày 11 tháng 12 năm 2017.

## Bối cảnh và phát hành
Vào đầu tháng 9 năm 2017, có thông tin tiết lộ rằng Twice đã quay một video âm nhạc mới ở Vancouver, Canada. Vào ngày 25, JYP Entertainment xác nhận rằng nhóm sẽ phát hành album tiếng Hàn mới vào cuối tháng 10 dù ngày cụ thể vẫn chưa được quyết định. Vào ngày 15 tháng 10, một đoạn trailer bất ngờ cho album sắp tới được trình chiếu đến người hâm mộ trong ngày thứ hai buổi fan meeting của nhóm - một lễ kỷ niệm 2 năm ra mắt của nhóm. Chính thức công bố vào ngày hôm sau rằng sự trở lại này dự kiến sẽ được phát hành vào ngày 30 tháng 10 với full album đầu tiên của Twice với tên là Twicetagram và ca khúc chủ đề mang tên "Likey". Teaser hình ảnh đầu tiên của nhóm đã được up lên mạng sau bốn ngày.
Twicetagram có tất cả 13 bài hát bao gồm một số bài hát do thành viên của Twice viết lời. Hé lộ hai bài hát trong album có tiêu đề "Turtle" (거북이) và "Having You" (널 내게 담아) và phần thuật lại của thành viên Sana trong một ca khúc chưa được tiết lộ lần đầu tiên được công bố vào ngày 20 tháng 10.
Album cùng với video âm nhạc của ca khúc chủ đề chính thức phát hành vào ngày 30 tháng 10 dưới dạng nhạc số trên các trang web âm nhạc khác nhau trong khi đĩa cứng được phát hành vào ngày hôm sau.

## Quảng bá
Vào ngày 10 tháng 10 năm 2017, Có thông báo rằng Twice sẽ quay một tập cho Weekly Idol để bắt đầu các hoạt động quy mô đầy đủ cho album.
Trước khi phát hành Twicetagram, Twice đã tổ chức showcase truyền thông cho album tại Yes24 Live Hall ở Gwangjin-gu, Seoul. Sau đó là showcase live được phát qua Naver V Live, sau hai giờ tung album trực tuyến là lần đầu tiên nhóm biểu diễn "Likey" và "Turtle", cũng như các bài hát nổi tiếng trong các album trước của nhóm bao gồm "Cheer Up", "TT", "Knock Knock" và một số bài hát khác.

## Sự đón nhận và diễn biến thương mại
Twicetagram nằm trong danh sách 20 Album Kpop hay nhất năm 2017 theo Billboard. Album đứng ở vị trí số 19 và được miêu tả như "một bộ sưu tập tổng thể các bản hit bubblegum đáng kinh ngạc".
Album và đĩa đơn "Likey" ngay khi ra mắt đã lần lượt đứng đầu cả hai bảng xếp hạng Billboard World Albums và World Digital Song Sales — vị trí số 1 đầu tiên của nhóm, giúp Twice trở thành nghệ sĩ nữ K-pop đầu tiên dẫn đầu cả hai bảng xếp hạng trên. Album cũng tăng hạng trên bảng xếp hạng Heatseekers Albums khi ra mắt ở vị trí thứ 10, cao hơn một hạng so với Signal khi nó đứng ở vị trí thứ 11.
Album đạt mức 100,000 bản bán ra chỉ trong 3 ngày từ khi phát hành, trở thành album bán chạy nhất của một nhóm nữ K-pop từ năm 2002, và bán được 129,000 bản vào tuần đầu tiên. Đây cũng là album bán chạy nhât của một nhóm nhạc nữ K-pop trong năm 2017 khi bán được 320,389 bản vào cuối năm.

## Danh sách bài hát
| Twicetagram      | Twicetagram                                           | Twicetagram                                 | Twicetagram                                 | Twicetagram                                 | Twicetagram |
| STT              | Nhan đề                                               | Phổ lời                                     | Phổ nhạc                                    | Biên khúc                                   | Thời lượng  |
| ---------------- | ----------------------------------------------------- | ------------------------------------------- | ------------------------------------------- | ------------------------------------------- | ----------- |
| 1.               | "Likey"                                               | Black Eyed Pilseung Jeon Gun                | Black Eyed Pilseung Jeon Gun                | Rado                                        | 3:28        |
| 2.               | "Turtle" (거북이; Geobugi)                            | Jeong Ho-hyun (e.one)                       | Jeong Ho-hyun (e.one)                       | Jeong Ho-hyun (e.one)                       | 3:18        |
| 3.               | "Missing U"                                           | earattack Dahyun Chaeyoung                  | earattack                                   | earattack Yooki                             | 3:00        |
| 4.               | "Wow"                                                 | Mafly Ponde Lee Mi-so Kako                  | Pop Time Kriz                               | Pop Time                                    | 3:01        |
| 5.               | "FFW"                                                 | Kiggen Assbrass                             | Reign Write NAOtheLAIZA                     | NAOtheLAIZA                                 | 3:46        |
| 6.               | "Ding Dong"                                           | Jowul                                       | Risto Asikainen Antti Hynninen              | Antti Hynninen                              | 3:32        |
| 7.               | "24/7"                                                | Nayeon Jihyo                                | Daniel Caesar Ludwig Lindell Cazzi Opeia    | Caesar & Loui                               | 3:36        |
| 8.               | "Look at Me" (날 바라바라봐; Nal Barabarabwa)         | Frants Hyerim                               | Frants Hyerim                               | Frants                                      | 3:13        |
| 9.               | "Rollin'"                                             | earattack Yooki                             | earattack Fox Stevenson                     | Fox Stevenson earattack                     | 3:11        |
| 10.              | "Love Line"                                           | Jeongyeon                                   | Darren Smith Tammy Infusino                 | Darren "Baby Dee Beats" Smith               | 3:17        |
| 11.              | "Don't Give Up" (힘내!; Himnae!)                      | Chaeyoung                                   | Chris Wahle Thomas Harsem Andreas Ohrn      | Chris Wahle                                 | 2:58        |
| 12.              | "You in My Heart" (널 내게 담아; Neol Naege Dama)     | Jeong Ho-hyun (e.one) Choi Hyun-jun (e.one) | Jeong Ho-hyun (e.one) Choi Hyun-jun (e.one) | Jeong Ho-hyun (e.one) Choi Hyun-jun (e.one) | 3:29        |
| 13.              | "Jaljayo Good Night" (잘자요 굿나잇; Jaljayo Gunnait) | Kevin Oppa (mr. cho)                        | Kevin Oppa (mr. cho)                        | Kevin Oppa (mr. cho)                        | 4:23        |
| Tổng thời lượng: | Tổng thời lượng:                                      | Tổng thời lượng:                            | Tổng thời lượng:                            | Tổng thời lượng:                            | 44:12       |

| Twicetagram — CD phiên bản Thái Lan | Twicetagram — CD phiên bản Thái Lan | Twicetagram — CD phiên bản Thái Lan |
| STT                                 | Nhan đề                             | Thời lượng                          |
| ----------------------------------- | ----------------------------------- | ----------------------------------- |
| 1.                                  | "Heart Shaker"                      |                                     |
| 2.                                  | "Merry & Happy"                     |                                     |
| 3.                                  | "Likey"                             |                                     |
| 4.                                  | "Turtle"                            |                                     |
| 5.                                  | "Missing U"                         |                                     |
| 6.                                  | "Wow"                               |                                     |
| 7.                                  | "FFW"                               |                                     |
| 8.                                  | "Ding Dong"                         |                                     |
| 9.                                  | "24/7"                              |                                     |
| 10.                                 | "Look at Me"                        |                                     |
| 11.                                 | "Rollin'"                           |                                     |
| 12.                                 | "Love Line"                         |                                     |
| 13.                                 | "Don't Give Up"                     |                                     |
| 14.                                 | "You in My Heart"                   |                                     |
| 15.                                 | "Jaljayo Good Night"                |                                     |

| Twicetagram — Phiên bản Thái Lan kèm theo đĩa đơn DVD | Twicetagram — Phiên bản Thái Lan kèm theo đĩa đơn DVD | Twicetagram — Phiên bản Thái Lan kèm theo đĩa đơn DVD |
| STT                                                   | Nhan đề                                               | Thời lượng                                            |
| ----------------------------------------------------- | ----------------------------------------------------- | ----------------------------------------------------- |
| 1.                                                    | "Likey" (Music video)                                 |                                                       |
| 2.                                                    | "Heart Shaker" (Music video)                          |                                                       |
| 3.                                                    | "Merry & Happy" (Music video)                         |                                                       |
| 4.                                                    | "Likey" (Trailer)                                     |                                                       |
| 5.                                                    | "Likey" (Music video teaser 1)                        |                                                       |
| 6.                                                    | "Likey" (Music video teaser 2)                        |                                                       |
| 7.                                                    | "Heart Shaker" (Music video teaser)                   |                                                       |
| 8.                                                    | "Heart Shaker" (Music video teaser (30s ver.))        |                                                       |
| 9.                                                    | "Twice Hidden Film"                                   |                                                       |
| 10.                                                   | "Likey" (Dance video (no CG ver.))                    |                                                       |
| 11.                                                   | "Heart Shaker" (Dance video (practice room ver.))     |                                                       |
| 12.                                                   | "Heart Shaker" (Dance video (studio ver.))            |                                                       |
| 13.                                                   | "Twicetagram" (Jacket behind)                         |                                                       |
| 14.                                                   | "Likey" (Music video behind)                          |                                                       |
| 15.                                                   | "Heart Shaker" (Music video behind)                   |                                                       |
| 16.                                                   | "Merry & Happy" (Music video behind)                  |                                                       |

| Merry & Happy    | Merry & Happy                                         | Merry & Happy                               | Merry & Happy                               | Merry & Happy                               | Merry & Happy |
| STT              | Nhan đề                                               | Phổ lời                                     | Phổ nhạc                                    | Biên khúc                                   | Thời lượng    |
| ---------------- | ----------------------------------------------------- | ------------------------------------------- | ------------------------------------------- | ------------------------------------------- | ------------- |
| 1.               | "Heart Shaker"                                        | Galactika                                   | David Amber Sean Alexander                  | David Amber Avenue 52                       | 3:08          |
| 2.               | "Merry & Happy"                                       | J. Y. Park "The Asiansoul"                  | Joe Lawrence Dawn Elektra Sam Hocking       | Joe Lawrence                                | 3:16          |
| 3.               | "Likey"                                               | Black Eyed Pilseung Jeon Gun                | Black Eyed Pilseung Jeon Gun                | Rado                                        | 3:28          |
| 4.               | "Turtle" (거북이; Geobugi)                            | Jeong Ho-hyun (e.one)                       | Jeong Ho-hyun (e.one)                       | Jeong Ho-hyun (e.one)                       | 3:18          |
| 5.               | "Missing U"                                           | earattack Dahyun Chaeyoung                  | earattack                                   | earattack Yooki                             | 3:00          |
| 6.               | "Wow"                                                 | Mafly Ponde Lee Mi-so Kako                  | Pop Time Kriz                               | Pop Time                                    | 3:01          |
| 7.               | "FFW"                                                 | Kiggen Assbrass                             | Reign Write NAOtheLAIZA                     | NAOtheLAIZA                                 | 3:46          |
| 8.               | "Ding Dong"                                           | Jowul                                       | Risto Asikainen Antti Hynninen              | Antti Hynninen                              | 3:32          |
| 9.               | "24/7"                                                | Nayeon Jihyo                                | Daniel Caesar Ludwig Lindell Cazzi Opeia    | Caesar & Loui                               | 3:36          |
| 10.              | "Look at Me" (날 바라바라봐; Nal Barabarabwa)         | Frants Hyerim                               | Frants Hyerim                               | Frants                                      | 3:13          |
| 11.              | "Rollin'"                                             | earattack Yooki                             | earattack Fox Stevenson                     | Fox Stevenson earattack                     | 3:11          |
| 12.              | "Love Line"                                           | Jeongyeon                                   | Darren Smith Tammy Infusino                 | Darren "Baby Dee Beats" Smith               | 3:17          |
| 13.              | "Don't Give Up" (힘내!; Himnae!)                      | Chaeyoung                                   | Chris Wahle Thomas Harsem Andreas Ohrn      | Chris Wahle                                 | 2:58          |
| 14.              | "You in My Heart" (널 내게 담아; Neol Naege Dama)     | Jeong Ho-hyun (e.one) Choi Hyun-jun (e.one) | Jeong Ho-hyun (e.one) Choi Hyun-jun (e.one) | Jeong Ho-hyun (e.one) Choi Hyun-jun (e.one) | 3:29          |
| 15.              | "Jaljayo Good Night" (잘자요 굿나잇; Jaljayo Gunnait) | Kevin Oppa (mr. cho)                        | Kevin Oppa (mr. cho)                        | Kevin Oppa (mr. cho)                        | 4:23          |
| Tổng thời lượng: | Tổng thời lượng:                                      | Tổng thời lượng:                            | Tổng thời lượng:                            | Tổng thời lượng:                            | 50:38         |

## Sản xuất nội dung
Công trạng được phỏng theo từ ghi chú trên album.

### Địa điểm
| Thu âm - JYPE Studios, Seoul, Hàn Quốc - E.one Sound, Seoul, Hàn Quốc - Heavymental Studios, Seoul, Hàn Quốc - NUPLAY Studio, Seoul, Hàn Quốc - Studio567, Seoul, Hàn Quốc - Banzak Studio, Seoul, Hàn Quốc | Hòa âm - JYPE Studios, Seoul, Hàn Quốc - Studio Sean, Seoul, Hàn Quốc - Cube Studio, Seoul, Hàn Quốc Xử lý hậu kỳ - Sterling Sound, New York City, New York - 821 Sound Mastering, Seoul, Hàn Quốc |

### Nhân sự
- J. Y. Park "The Asiansoul" – nhà sản xuất
- Black Eyed Pilseung – đồng sản xuất
- Jeon Gun – đồng sản xuất
- Lee Ji-young – chỉ đạo và điều phối (A&R)
- Kim Yeo-joo (Jane Kim) – âm nhạc (A&R)
- Park Sun-hyeong – âm nhạc (A&R)
- Kim Ji-hyeong – sản xuất (A&R)
- Choi A-ra – sản xuất (A&R)
- Lee Eun-hee – chỉ đạo và thiết kế album (A&R)
- Kim Tae-eun – thiết kế web (A&R)
- Choi Hye-jin – kỹ sư phụ tá thu âm và hòa âm
- Eom Se-hee – kỹ sư phụ tá thu âm và hòa âm
- Jang Han-soo – kỹ sư phụ tá thu âm và hòa âm
- Jeong Ho-hyun – kỹ sư thu âm, sắp đặt mọi nhạc cụ và bàn phím (cho "Turtle" và "You in My Heart")
- Earattack – kỹ sư thu âm, sắp đặt mọi nhạc cụ và lập trình máy tính (cho "Missing U" và "Rollin'")
  - bass (cho "Missing U"), giọng nền (cho "Rollin'") và chỉ đạo (cho "Don't Give Up")
- Jeong Gyu-chang – kỹ sư thu âm
- Kevin Oppa (mr. cho) – kỹ sư thu âm, nhà sản xuất vocal (cho "Love Line"), lập trình máy tính, piano và chỉnh sửa kỹ thuật số (cho "Jaljayo Good Night")
- Frants – kỹ sư thu âm, sắp đặt mọi nhạc cụ và lập trình máy tính (cho "Look at Me")
- Lee Tae-seob – kỹ sư hòa âm
- Lim Hong-jin – kỹ sư phụ tá thu âm và hòa âm
- Staytuned – kỹ sư hòa âm
- Yoon Won-kwon – kỹ sư hòa âm
- Jossi Ahjussi – kỹ sư hòa âm
- Jeon Bu-yeon – kỹ sư phụ tá hòa âm
- Bae So-yoon – kỹ sư phụ tá hòa âm
- Chris Gehringer – kỹ sư xử lý hậu kỳ
- Kwon Nam-woo – kỹ sư phụ tá hòa âm
- Naive Production – đạo diễn video
- Kim Young-jo – nhà sản xuất điều hành
- Yoo Seung-woo – nhà sản xuất điều hành
- Choi Pyeong-gang – đồng sản xuất
- Jeong Ji-eun at Agency VOTT – nhiếp ảnh gia
- Choi Hee-seon at F. Choi – chỉ đạo style
- Lim Ji-hyeon at F. Choi – chỉ đạo style
- Son Eun-hee at Lulu – chỉ đạo làm tóc
- Jeong Nan-hyung at Lulu – chỉ đạo làm tóc
- Choi Ji-young at Lulu – chỉ đạo làm tóc
- Jo Sang-gi at Lulu – chỉ đạo trang điểm
- Jia at Lulu – chỉ đạo trang điểm
- Jeon Dal-lae – chỉ đạo trang điểm
- Yoon Hee-so – biên đạo múa
- Kang Da-sol – biên đạo múa
- Freemind Youngjundasom – biên đạo múa
- Park Yo-han – biên đạo múa
- Yoon Dong-hwan – biên đạo múa
- Today Art – in ấn
- Rado – sắp đặt mọi nhạc cụ, lập trình máy tính và giọng nền (cho "Likey")
- Jihyo của Twice – giọng nền (cho "Likey", "Ding Dong" và "Love Line")
- Nayeon của Twice – giọng nền (cho "Likey")
- Choi Hoon – bass (cho "Turtle" và "You in My Heart")
- Yoon Tae-woong – guitar (cho "Turtle" and "You in My Heart")
- Kim Yoon-ji – điệp khúc (cho "Turtle")
- Kim Jong-seong – guitar (cho "Missing U")
- Nam Joo – giọng nền (cho "Missing U", "FFW" và "Rollin'")
- Jeong Yoo-ra at Cassette08 – digital editing (choon "Missing U", "Rollin'" và "Don't Give Up")
- Jeong Dong-hwan & Park Ji-yong & Nusoul – keyboards (cho "Wow")
- Kriz – giọng nền (cho "Wow")
- Park Gi-tae – guitar (cho "Wow")
- NAOtheLAIZA – sắp đặt mọi nhạc cụ và lập trình máy tính (cho "FFW")
- Antti Hynninen – sắp đặt mọi nhạc cụ và lập trình máy tính (cho "Ding Dong")
- Caesar & Loui – sắp đặt mọi nhạc cụ và lập trình máy tính (cho "24/7")
- Jowul – chỉ đạo vocal và giọng nền (cho "24/7")
- Oh Han-sol – giọng nền (cho "Look at Me")
- Hyerim – giọng nền (cho "Look at Me")
- Fox Stevenson – sắp đặt mọi nhạc cụ và lập trình máy tính (cho "Rollin'")
- Bin – background vocals (cho "Rollin'" và "Don't Give Up")
- Darren Smith – sắp đặt mọi nhạc cụ và lập trình máy tính (cho "Love Line")
- Chris Wahle – sắp đặt mọi nhạc cụ và lập trình máy tính (cho "Don't Give Up")
- Kim So-ri – chorus (cho "You in My Heart")
- Kim Jun-soo – guitar (cho "Jaljayo Good Night")
- Lee Da-jeong – giọng nền (cho "Jaljayo Good Night")

## Bảng xếp hạng

### Xếp hạng tuần
| Bảng xếp hạng (2017)                    | Thứ hạng cao nhất |
| Album Download Pháp (SNEP)              | 195               |
| Album Nhật Bản (Oricon)                 | 7                 |
| Album Hàn Quốc (Gaon)                   | 1                 |
| Album Đài Loan (Five Music)             | 1                 |
| US Heatseekers Albums (Top Heatseekers) | 10                |
| US World Albums (Billboard)             | 1                 |

### Bảng xếp hạng cuối năm
| Bảng xếp hạng (2017)        | Thứ hạng |
| Album Hàn Quốc (Gaon)       | 12       |
| Album Đài Loan (Five Music) | 3        |

| Bảng xếp hạng (2017)        | Thứ hạng cao nhất |
| Album Hàn Quốc (Gaon)       | 1                 |
| Album Đài Loan (Five Music) | 1                 |

## Giải thưởng
| Năm  | Giải thưởng                       | Hạng mục              | Kết quả   | Chú thích |
| ---- | --------------------------------- | --------------------- | --------- | --------- |
| 2018 | Golden Disc Awards lần thứ 32     | Disc Daesang          | Đề cử     | [ 39 ]    |
| 2018 | Golden Disc Awards lần thứ 32     | Disc Bonsang          | Đoạt giải | [ 40 ]    |
| 2018 | Gaon Chart Music Awards lần thứ 7 | Album của năm – Quý 4 | Đề cử     | [ 41 ]    |

## Lịch sử phát hành
| Khu vực   | Ngày                                       | Định dạng   | Nhà phân phối                    | Chú thích     |
| --------- | ------------------------------------------ | ----------- | -------------------------------- | ------------- |
| Toàn quốc | Ngày 30 tháng 10 năm 2017 (Twicetagram)    | Tải nhạc số | JYP Entertainment Genie Music    | [ 42 ] [ 43 ] |
| Hàn Quốc  | Ngày 30 tháng 10 năm 2017 (Twicetagram)    | Tải nhạc số | JYP Entertainment Genie Music    | [ 15 ] [ 44 ] |
| Hàn Quốc  | Ngày 31 tháng 10 năm 2017 (Twicetagram)    | CD          | JYP Entertainment Genie Music    | [ 45 ] [ 46 ] |
| Thái Lan  | Ngày 8 tháng 6 năm 2018 (Thailand edition) | CD và DVD   | JYP Entertainment BEC-Tero Music | [ 30 ]        |

## Chú giải
1. ↑  Album phòng thu cuối cùng của S.E.S bán được 360.611 tính đến tháng 3 năm 2002 và bán được 78.740 trong tháng 3 năm 2002. Vì thế, album đó bán được 281.871 bản tính từ ngày phát hành là ngày 14 tháng 2 đến ngày 28 tháng 2 năm 2002.[28]